# Сцинковий гекон
Сцинковий гекон (Teratoscincus) — рід геконів з родини Sphaerodactylidae. Один із 12 родів родини. Представники роду поширені в Азії. Мешканці пустель. Описано 9 видів.

## Етимологія
Наукова назва роду походить від грец. teras = «диво, чудовисько» та skiggos (scincus) = назва ящірки, заснована на незвичайній лусочці на хвості та тонкій лусочці на язиці.

## Опис
Гекони середнього розміру, від 14 до 17 см. Шкірна ніжна, не дуже міцна. Голова широка і висока. Її колір здебільшого сірувато-жовтий або зелений з коричневими смугами. Луска закруглена на кшталт риб'ячої. Пальці довгі та прямі з довгими роговими зубцями. Гекони цієї підродини мають присадкуватий вигляд, досить масивну голову та великі очі. У них також таки собі "брови" над очима. Черево матово-білого кольору з жовтизною. Тулуб вкрито одноманітною, закругленою на задніх кінцях, накладеною один на одного лускою, схожа з лускою сцинкових. На голові — дрібніші багатокутні лусочки. Великі, на викоті, очі. Стегнові і преанальні пори відсутні. Черево матово-білого кольору з жовтизною.

## Поширення
Представники роду поширені в країнах Перської затоки, Центральній Азії, на півдні Казахстану, Афганістані, Пакистані, на заході Китаю та Монголії.

## Спосіб життя
Живуть здебільшого на землі та під землею. Полюбляють піски, бархани, сухі ґрунти. Гекони цього роду активні вночі, вдень відпочивають. Харчуються комахами та їх личинками, павуками. Ці гекони досить швидкі та спритні. Риють яму 90 см у глибину.
Це яйцекладні ящірки. Відкладання яєць відбувається у травні — липні. Відкладають по 2 яйця, маючи протягом року 2—4 кладки.

## Охорона
Серед представників роду є раритетні види, занесені до Червоного списку МСОП (Teratoscincus rustamowi; охоронна категорія: «вид перебуває у небезпечному стані»), а також ендеміки, зокрема Teratoscincus mesriensis (Іран), Teratoscincus roborowskii (Китай) і Teratoscincus sistanense (Іран).

## Систематика
Один із 12 родів родини Sphaerodactylidae.
Станом на 2025 рік описано 9 видів:
- Teratoscincus bedriagai
- Teratoscincus keyserlingii
- Teratoscincus mesriensis
- Teratoscincus microlepis
- Teratoscincus przewalskii
- Teratoscincus roborowskii
- Teratoscincus rustamowi
- Teratoscincus scincus
- Teratoscincus sistanense